# Теорема Пуанкаре — Бендиксона
Теорема Пуанкаре-Бендиксона — теорема в теорії динамічних систем, що описує можливі типи граничної поведінки траєкторії векторного поля на площині або на сфері. Теорема стверджує, що гранична поведінка траєкторій в цьому випадку регулярна, і не може бути хаотичною (неможливою є навіть наявність усюди щільних орбіт).

## Огляд
Теорема Пуанкаре-Бендиксона стверджує, що будь-які орбіти, які залишаються в обмеженій області фазового простору двовимірної планарної неперервної динамічної системи, нерухомі точки якої є ізольованими, досягає своєї ω-граничної множини, яка може бути фіксованою точкою, періодичною орбітою, або множиною, яка складається з граничного числа фіксованих точок та гомоклінічних і гетероклінічних орбіт. Звідси, хаотична поведінка може виникнути в неперервних динамічних системах, фазовий простір яких є трьохвимірним і більше. Однак ця теорема працює лише для неперервних динамічних систем, в дискретних динамічних системах хаотична поведінка може виникнути в дво- і навіть одномірних випадках.
Перша версія теореми була вперше запропонована Анрі Пуанкаре, але його роботі бракувало строгого доведення. Івар Бендиксон дав строге доведення повної теореми.
Якщо задана диференційована динамічна система, визначена на відкритій і просто з'єднаній підмножині площини, тоді кожна непорожня компактна α-граничка множина (або ω-гранична множина) динамічної орбіти, що містить фіксовані точки, є періодичною орбітою.
Умова про те, що динамічна система повинна бути на площині є необхідною для теореми. Наприклад, на торі можна отримати рекурентну неперіодичну орбіту.

## Застосування
Важливим наслідком теореми є те, що двовимірна неперевна динамічна система не може породити дивний атрактор. Якщо дивний атрактор
C існує в такій системі, тоді він може бути оточений в замкнутій граничній підмножині фазового простору, припускаючи, що ця підмножина достатньо мала, і виключаючи найближчі стаціонарні точки. Але теорема Пуанкаре-Бенедиксона говорить, що в цьому випадку C не є дивним атракторм, це або граничний цикл або C сходиться до граничного циклу.